# 2006年热带风暴阿莱塔
热带风暴阿莱塔（英語：Tropical Storm Aletta）是2006年太平洋飓风季形成的第一个热带气旋。系统源于墨西哥阿卡普尔科港西南偏南方向的扰动天气区，发展出对流的同时组织结构也逐渐改善，于5月27日清晨归类为第一号热带低气压，再在这天上午升级成热带风暴并获名“阿莱塔”，成为2006年西半球形成的首场热带风暴。气旋在朝墨西哥西南部的格雷罗州海岸移动期间增强至持续风速每小时75公里强度，接下来停止前进，之后又于5月29日转向西进并减弱，直至5月31日完全消散。阿莱塔在墨西哥海岸沿线产生中等程度降水，大风还刮倒了一些树木，但总体破坏程度很轻，也没有人员因此丧生。

## 气象历史
2006年5月21日，一股东风波穿越中美洲进入东太平洋。东风波向西移动，于数天后开始同特万特佩克湾附近的下层低压槽相互影响，促使系统内的深层对流增长。到了5月25日，阿卡普尔科以南数百英里外已经有大规模低气压区形成。系统起初受风切变影响导致发展缓慢，但外部环境在数天后略有改善。协调世界时5月27日早上6点，2006年太平洋飓风季的第一号热带低气压在阿卡普尔科以南约305公里洋面形成。
低气压的移动幅度很小，并因风切变的持续存在导致结构混乱，环流中心位于对流活动以西。到了5月27日上午，系统开始表现出总体结构继续组织的迹象，主要是东部半圆内的对流出现爆发。与此同时，环流中心或是经过重组，或是开始向北面（可能是东北偏北）移动。受高压脊的转向气流影响，大部分预测结果都认为风暴会保持北上数天，但也有部分计算机模型预计气旋会从阿卡普尔科附近登陆。5月27日下午18点，美国国家飓风中心把第一号热带低气压升级成热带风暴，并以“阿莱塔”（Aletta）为其命名。
气象机构对风暴的预测一直存在困难，阿莱塔中心以东于5月28日爆发出新的对流带，气旋同时开始蜿蜒南下。早上6点，风暴几乎停止前进，并达到风力时速72公里的最高强度。当天下午，阿莱塔的中心模糊不清，所以只能估计其确切位置。此外，环流结构因风切变的强度变化而波动，云层格局不再是热带气旋典型的环型，而变得更加拉长。风暴向西飘移，移动路径到5月29日清晨已形成小规模环路。受风切变增加、干燥空气侵入环流的共同影响，阿莱特于下午18点降级成热带低气压。此后系统内保留的对流很少，坚持两天后于5月31日退化成残留低气压，并在之后不久完全消散。

## 防灾措施和影响
风暴开始朝墨西哥移动时，该国政府向格雷罗州蓬塔马尔多纳多（Punta Maldonado）到锡瓦塔内霍之间地区发布热带风暴观察预警。风暴强度和前进方向经过一系列变更后，观察预警于5月29日下午18点取消。
阿莱塔在墨西哥多地产生中等程度降水，瓦哈卡州雅卡特佩克（Jacatepec）的24小时雨量达到100.2毫米，格雷罗州的卡拉雷也有96毫米。大风刮倒部分树木，还引发轻度结构性破坏。锡瓦塔内霍一艘载有9人的船可能因遭遇风暴导致的恶劣海况而失踪，幸运的是船上人员全部获救。没有报道表明这场风暴有造成人员丧生。